# Шелковник волосолистный
Шелко́вник волосоли́стный (лат. Ranúnculus trichophýllus, ранее — Batráchium trichophyllum) — водное травянистое растение, вид рода Лютик (Ranunculus) семейства Лютиковые (Ranunculaceae).

## Ботаническое описание

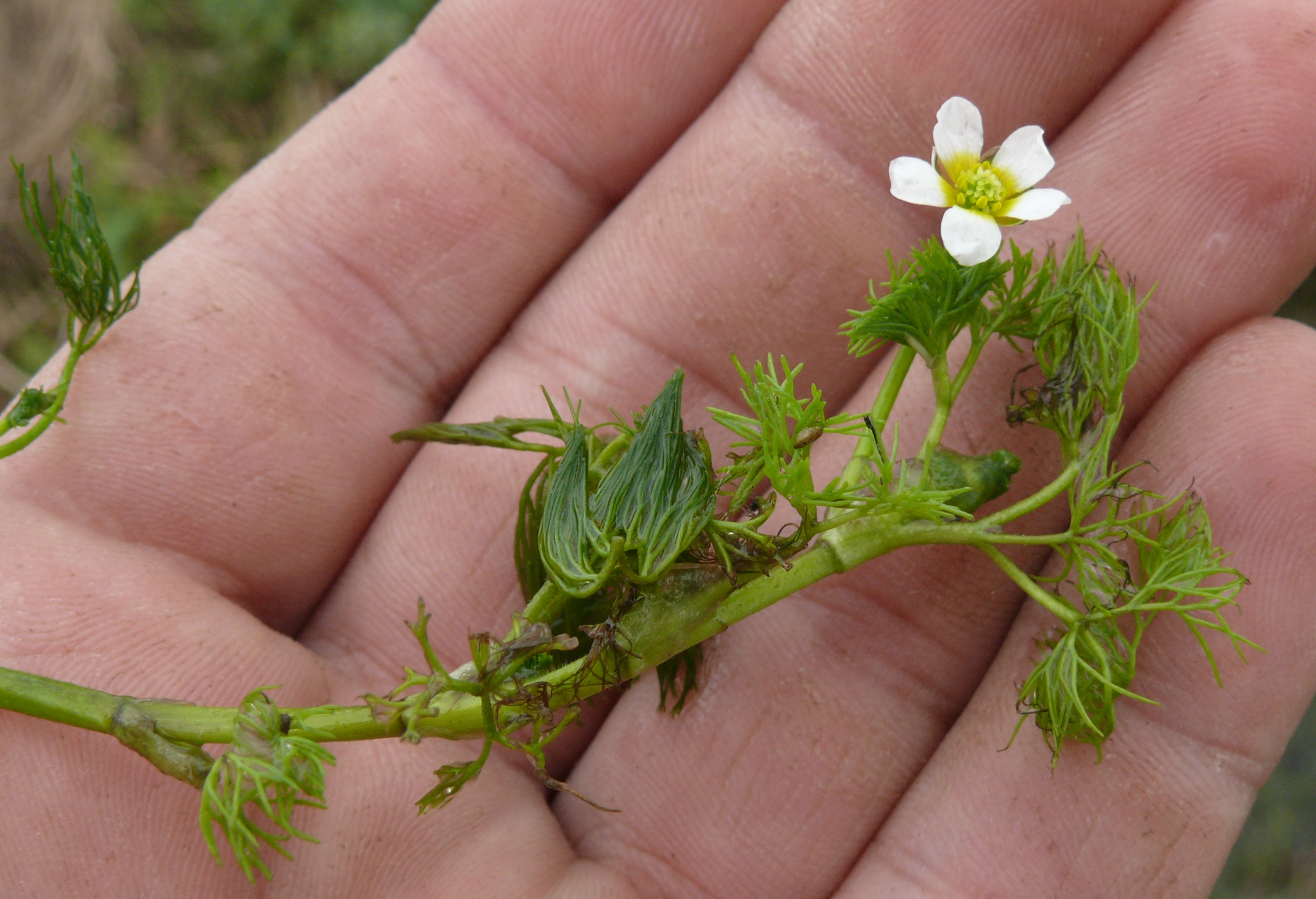

Многолетнее, реже однолетнее водное травянистое растение. Стебли тонкие, 10—80 см длиной, обыкновенно голые или слабо опушённые. Листья в очертании почти полукруглые, до 1,5 см длиной и до 3,5 см шириной, тройчатые, сегменты их также тройчатые или четверные, сегменты наибольшего порядка нитевидные, жестковатые. Черешки до 1,5 см длиной, влагалище с внешней стороны щетинисто-опушённое.
Цветки до 1,5 см в диаметре, на голой цветоножке до 4 см длиной. Лепестки белые, в основании жёлтые, обратнояйцевидной формы, на верхушке закруглённые. Чашелистики эллиптические, голые. Тычинки в числе 6—25, с продолговатыми пыльниками.
Плоды — многоорешки широкояйцевидной формы, 2—3×2,5—4 мм. Орешки 1—2×0,7—1,3 мм, обратнояйцевидно-эллиптические, поперечно-морщинистые, светло-коричневые, матовые, на верхушке с коротким притупленным носиком, с внешней стороны щетинистые.

## Распространение
Широко распространённое в Северном полушарии растение, встречающееся в Евразии от Средиземноморья до Дальнего Востока, а также в Северной Америке. Произрастает в реках, ручьях, прудах.

## Таксономия и систематика

### Синонимы
Гомотипные:
- Batrachium aquatile var. trichophyllum (Chaix) Spach, 1838
- Batrachium paucistamineum subsp. trichophyllum (Chaix) Dostál, 1950
- Batrachium trichophyllum (Chaix) F.W.Schultz, 1848
- Ranunculus aquatilis subsp. trichophyllus (Chaix) Moore & More, 1866
- Ranunculus aquatilis var. trichophyllus (Chaix) A.Gray, 1867
- Ranunculus hydrocharis f. trichophyllus (Chaix) Hiern, 1871

Гетеротипные:
- Ranunculus aquatilis var. capillaceus (Thuill.) DC., 1824
- Ranunculus capillaceus Thuill., 1799
- Ranunculus peucedanoides Desf., 1798

и другие.